# Marainviller
Marainviller és un municipi francès situat al departament de Meurthe i Mosel·la i a la regió del Gran Est. L'any 2007 tenia 695 habitants.

## Demografia

### Població
El 2007 la població de fet de Marainviller era de 695 persones. Hi havia 270 famílies, de les quals 60 eren unipersonals (36 homes vivint sols i 24 dones vivint soles), 95 parelles sense fills, 99 parelles amb fills i 16 famílies monoparentals amb fills.
La població ha evolucionat segons el següent gràfic:
Habitants censats

### Habitatges
El 2007 hi havia 307 habitatges, 272 eren l'habitatge principal de la família, 8 eren segones residències i 27 estaven desocupats. 261 eren cases i 43 eren apartaments. Dels 272 habitatges principals, 236 estaven ocupats pels seus propietaris, 31 estaven llogats i ocupats pels llogaters i 5 estaven cedits a títol gratuït; 3 tenien una cambra, 8 en tenien dues, 32 en tenien tres, 53 en tenien quatre i 177 en tenien cinc o més. 217 habitatges disposaven pel capbaix d'una plaça de pàrquing. A 113 habitatges hi havia un automòbil i a 136 n'hi havia dos o més.

### Piràmide de població
La piràmide de població per edats i sexe el 2009 era:
| Homes | Edats   | Dones |
| ----- | ------- | ----- |
| 1     | 95 o +  | 3     |
| 2     | 90 a 94 | 3     |
| 2     | 85 a 89 | 3     |
| 4     | 80 a 84 | 4     |
| 10    | 75 a 79 | 11    |
| 11    | 70 a 74 | 10    |
| 17    | 65 a 69 | 22    |
| 16    | 60 a 64 | 19    |
| 26    | 55 a 59 | 27    |
| 24    | 50 a 54 | 20    |
| 18    | 45 a 49 | 21    |
| 28    | 40 a 44 | 20    |
| 32    | 35 a 39 | 26    |
| 19    | 30 a 34 | 30    |
| 19    | 25 a 29 | 13    |
| 12    | 20 a 24 | 9     |
| 20    | 15 a 19 | 17    |
| 26    | 10 a 14 | 27    |
| 28    | 5 a 9   | 23    |
| 11    | 0 a 4   | 20    |

## Economia
El 2007 la població en edat de treballar era de 453 persones, 331 eren actives i 122 eren inactives. De les 331 persones actives 314 estaven ocupades (176 homes i 138 dones) i 17 estaven aturades (5 homes i 12 dones). De les 122 persones inactives 44 estaven jubilades, 43 estaven estudiant i 35 estaven classificades com a «altres inactius».

### Ingressos
El 2009 a Marainviller hi havia 284 unitats fiscals que integraven 747,5 persones, la mediana anual d'ingressos fiscals per persona era de 17.143 €.

### Activitats econòmiques
Dels 19 establiments que hi havia el 2007, 2 eren d'empreses extractives, 1 d'una empresa de fabricació d'altres productes industrials, 3 d'empreses de construcció, 8 d'empreses de comerç i reparació d'automòbils, 1 d'una empresa de transport, 1 d'una empresa financera, 1 d'una empresa immobiliària i 2 d'empreses de serveis.
Dels 4 establiments de servei als particulars que hi havia el 2009, 1 era una oficina de correu, 1 taller de reparació d'automòbils i de material agrícola, 1 guixaire pintor i 1 electricista.
L'any 2000 a Marainviller hi havia 10 explotacions agrícoles que ocupaven un total de 560 hectàrees.

## Equipaments sanitaris i escolars
El 2009 hi havia una escola elemental.

## Poblacions més properes
El següent diagrama mostra les poblacions més properes.